# 淑儀朴氏
淑儀朴氏(?年—1854年6月30日)，朝鮮純祖的後宮嬪妃。 
本為宮女，後來得到純祖的寵幸，於純祖十七年(1817年)十月十日生下永溫翁主後，翌日被冊封為淑儀。

## 子女
- 永溫翁主（朝鲜语：영온옹주）(1817年－1829年)